# Мириньяй
Миринья́й (исп. Río Miriñay) — река в Аргентине, правый приток реки Уругвай. Длина реки равна 217 км, её площадь водосбора составляет 12284 км². Среднегодовой расход воды на станции Пасо-Ледесма составляет 161,9 м³/с.
Бассейн реки расположен на юго-востоке провинции Корриентес. Берёт своё начало в болотах Эстерос-дель-Ибера в департаменте Сан-Мартин провинции Корриентес, в районе населённого пункта Колония-Карлос-Пеллегрини. Течёт в южном направлении, впадая в реку Уругвай севернее города Монте-Касерос.
Основные притоки — реки Аюи, Кияти (левые), Аюи-Гранде, Сурусу-Куатия и Ирупе (правые).

## Характеристика водосбора
Природные условия бассейна реки характеризуются повышенным увлажнением, превышающим испарение (среднегодовая норма осадков — от 1200 до 1400 мм, с максимумом в осеннее время, с февраля по май), малым уклоном местности (менее 0,15 %) и водоупорностью складывающих дно долины пород. Амплитуда колебаний температуры составляет 11,3 °C. Высота бассейна — от 40 до 120 метров над уровнем моря. Природные сообщества Мириньяя представлены лесами, болотами и влажными саваннами.
Ширина поймы реки находится в пределах от 4 до 6 километров в среднем течении, ширина самой реки достигает полукилометра около устья.
В бассейне реки в 2001 году проживало 173 527 человек. Основной сельскохозяйственной культурой местности является рис.

## Свойства воды
Водородный показатель равен 7,00 у истока, 7,35 — около устья. Содержание растворённого в воде кислорода — 5,2 и 5,5 мг/л соответственно.